# بوسانجین
بوسانجین (به لاتین: Busanjin District) یک منطقهٔ مسکونی در کره جنوبی است که در بوسان واقع شده‌است. بوسانجین ۲۹٫۷ کیلومتر مربع مساحت و ۴۰۷٬۹۱۰ نفر جمعیت دارد.